# Charles Augustus Barnitz
Charles Augustus Barnitz (* 11. September 1780 in York,  Pennsylvania; † 8. Januar 1850 ebenda) war ein US-amerikanischer Politiker. Zwischen 1833 und 1835 vertrat er den Bundesstaat Pennsylvania im US-Repräsentantenhaus.

## Werdegang
Charles Barnitz besuchte die York County Academy. Nach einem anschließenden Jurastudium und seiner 1811 erfolgten Zulassung als Rechtsanwalt begann er in York in diesem Beruf zu arbeiten. Gleichzeitig schlug er eine politische Laufbahn ein. Zwischen 1815 und 1819 saß er im Senat von Pennsylvania. Seit 1820 bis zu seinem Tod war er für die Erben von William Penn tätig. Dabei ging es um deren Interessen an dem Anwesen Springettsbury Manor in York.
Bei den Kongresswahlen des Jahres 1832 wurde Barnitz als Kandidat der Anti-Masonic Party im elften Wahlbezirk von Pennsylvania in das US-Repräsentantenhaus in Washington, D.C. gewählt, wo er am 4. März 1833 die Nachfolge von Robert McCoy antrat. Da er im Jahr 1834 auf eine weitere Kandidatur verzichtete, konnte er bis zum 3. März 1835 nur eine Legislaturperiode im Kongress absolvieren. Seit dem Amtsantritt von Präsident Andrew Jackson im Jahr 1829 wurde innerhalb und außerhalb des Kongresses heftig über dessen Politik diskutiert. Dabei ging es um die umstrittene Durchsetzung des Indian Removal Act, den Konflikt mit dem Staat South Carolina, der in der Nullifikationskrise gipfelte, und die Bankenpolitik des Präsidenten.
Nach dem Ende seiner Zeit im US-Repräsentantenhaus praktizierte Barnitz wieder als Anwalt. Außerdem stieg er in das Bankgewerbe ein und wurde Präsident der York Bank. Politisch schloss er sich in den 1830er Jahren der Whig Party an. 1838 war er Delegierter auf einem Verfassungskonvent seines Staates; in den Jahren 1840 und 1844 nahm er an den jeweiligen Bundesparteitagen der Whigs teil. Er starb am 8. Januar 1850 in seinem Heimatort York.